# Claus Böhmler

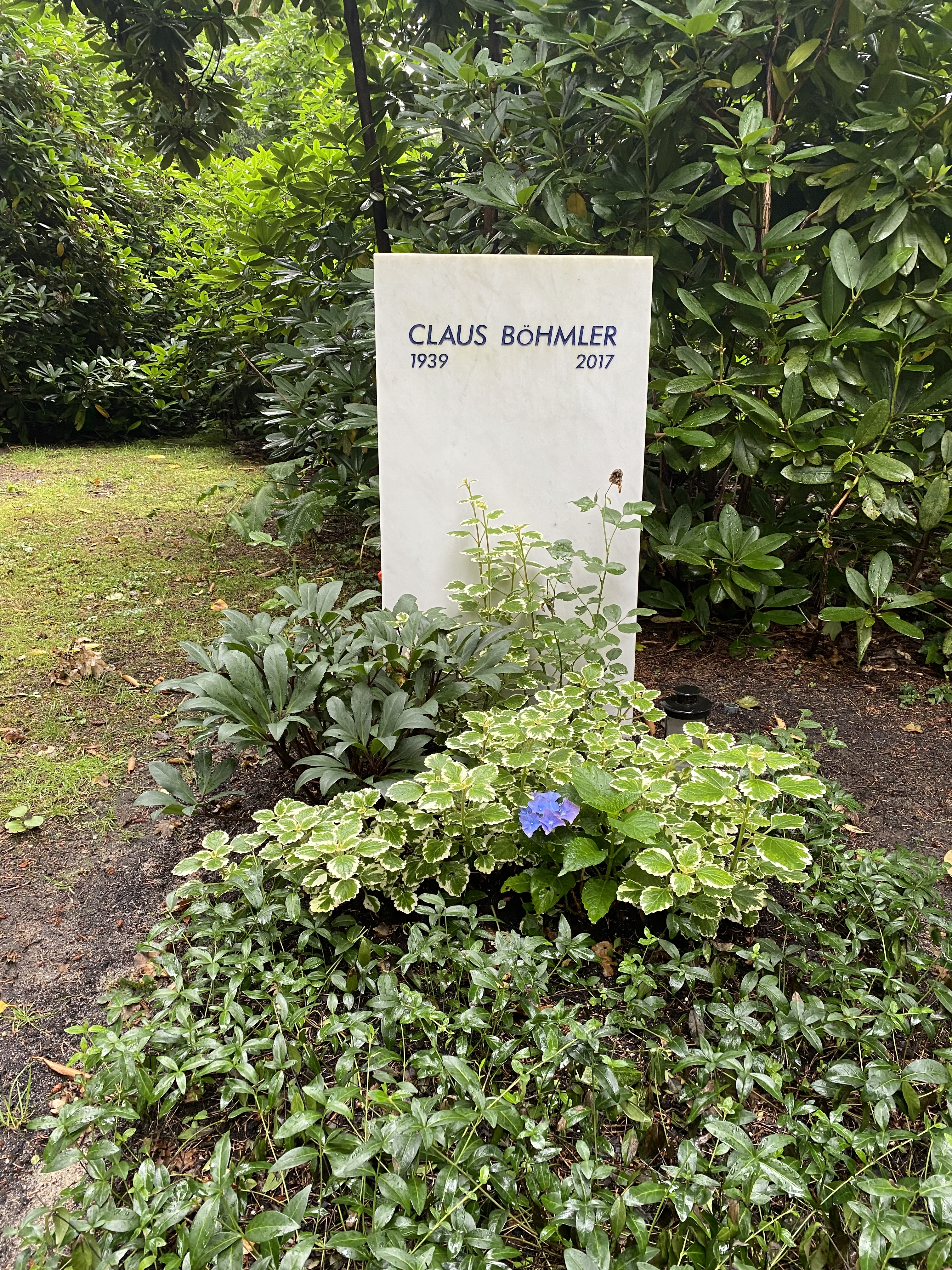
Grabstätte Claus Böhmler auf dem Friedhof Ohlsdorf

Claus Böhmler (* 29. Oktober 1939 in Heilbronn; † 23. Februar 2017 in Hamburg) war ein deutscher Bildender Künstler, Zeichner und Medienkünstler. Er war Professor an der Hochschule für bildende Künste Hamburg.

## Leben und Werk
Böhmler machte eine handwerkliche Ausbildungen im Grafischen Gewerbe als Retuscheur und besuchte anschließend ab 1961 die Werkschule Pforzheim. Von 1963 bis 1968 absolvierte er ein Kunststudium an den Kunstakademien Stuttgart und Düsseldorf und war Schüler von Joseph Beuys. Eines seiner ersten bekannten Werke Pinocchio stammt aus dem Jahr 1969, ein im Offsetdruck hergestelltes Buch, in dem Originalzeichnungen auf Film unter Verwendung des Stempels Pinocchio der Walt Disney Productions verwendet wurden. Von 1974 bis 2005 war er Professor an der Hochschule für Bildende Künste Hamburg. Zu seinen bekanntesten Studenten gehörten Martin Kippenberger und Albert Oehlen. Böhmler war ab 1994 Mitglied im Deutschen Künstlerbund.
Böhmler war – neben KP Brehmer – einer der ersten Künstler in Deutschland, die sich für moderne Techniken der Bildreproduktion interessierten. Durch einfaches Fragen nach den Mechanismen der Technik und durch das Spielen mit den Möglichkeiten des Mediums machte er auf Regeln und Funktionen aufmerksam, die der Wahrnehmung sonst meist entgehen. Sein Umgang mit Radio, Cassettengerät, Fotoapparat, Film- oder Videokamera war ironisch.
In Böhmlers Bildern und Objekten kommt der Verwendung von Sprache als Kommentar, Erläuterung oder Wortspiel eine zentrale Rolle zu. Die Sprache als Grundlage der Kommunikation war für ihn das Medium höchster Authentizität. Aber auch hier zielte seine Untersuchung immer wieder auf den tatsächlichen Sinngehalt der Wörter, Sätze und Begriffe.
Claus Böhmler lebte und arbeitete in Hamburg, er wurde auf dem Friedhof Ohlsdorf beigesetzt. Die Grabstätte befindet sich im Planquadrat AC 17 nordöstlich vom Nordteich.

## Rezeption
„In seinen Readymades aus Bildschirmfragmenten (‚Elektronisches Notizbuch‘, 1993/94) und Radiocollagen (‚Stumme Pappen‘, 1993/94) deckt Böhmler nach dem Prinzip der Demontage die Mechanismen der suggestiven Medienpraxis auf. Er zerlegt sie in ihre Bestandteile und kombiniert sie zu neuen, teils komisch-grotesken, teils tiefsinnig-ironischen multimedialen Objekten. Die vermeintliche Eindeutigkeit des vertrauten Konsumgegenstandes wird so zu überraschender Vieldeutigkeit, zu deren gedanklicher Entschlüsselung der Rezipient aufgefordert ist.“

„Die Manipulation durch und in den Bildern, das Verhältnis von Sein und Schein, das hier deutlich entgegentritt, das Verhältnis von Bild und Welt sowie von Original und Kopie thematisiert Böhmler in seinen Arbeiten mithin in vielfältiger Weise: schreibend, redend, agierend, zeichnend und konstruierend. Die Zeichnungen, Installationen und Objekte zeigen die Dinge, wie sie wirklich sind oder wie sie außerhalb ihres angestammten Einsatzes gesehen werden können. Schmunzelnd wird dem Betrachter der Arbeiten deutlich, wie die elektronischen Medien unsere Wahrnehmung bestimmen, das Verhältnis zur Wirklichkeit verwischen und schließlich das Reale überlagern.“

## Auszeichnungen
- 1984 Edwin-Scharff-Preis

## Einzelausstellungen (Auswahl)
- 1968 Galerie Schmela, Düsseldorf
- 1970 Galerie Art Intermedia, Köln
- 1971 Kaiser-Wilhelm-Museum, Krefeld: Caféteria
- 1973 Galerie Philomene Magers, Bonn
- 1974 Kölnischer Kunstverein, Köln
- 1976 Galerie René Block, Berlin
- 1979 Goethe-Institut, London: All good things come in two's
- 1981 Produzentengalerie, Hamburg
- 1982 Griffelkunst, Hamburg (auch 1997: raumzeitschattendoppel.)
- 1982 Hamburger Kunsthalle, Hamburg
- 1986 Künstlerhaus Bethanien, Berlin
- 1993 Albrecht-Dürer-Gesellschaft, Nürnberg: Denkbilder – Bildräume
- 1994 Hochschule für Bildende Künste, Berlin
- 1995 Kunstverein, Kassel: Save / Give. Der Kunst, das Leben zurückzuerobern. Life is Art enough.
- 1995 Galerie Hundertmark, Köln
- 1999 Hamburger Kunsthalle, Hamburg
- 2001 Kunsthalle Fridericianum, Kassel: Instant, aber sofort!
- 2005 Multiple Box, Hamburg
- 2009 Galerie Renate Kammer, Hamburg: EN VOGUE IST IN! Vom Leinwandturm zum Flachbildschirm – eine Rauminstallation.
- 2012 Galerie Warhus Rittershaus, Köln: Visuelle Musik; auch 2013 Video Cité und 2017 Untitled #3
- 2019 Edition Block Berlin: Smart Artist

## Ehemalige Studenten
Zu seinen Studenten gehörten u. a. Martin Kippenberger, Nicole Wermers, Albert Oehlen und Dirk Meinzer, Frau Kraushaar, Manfred Kroboth und Jutta Konjer.